# Learning to Love

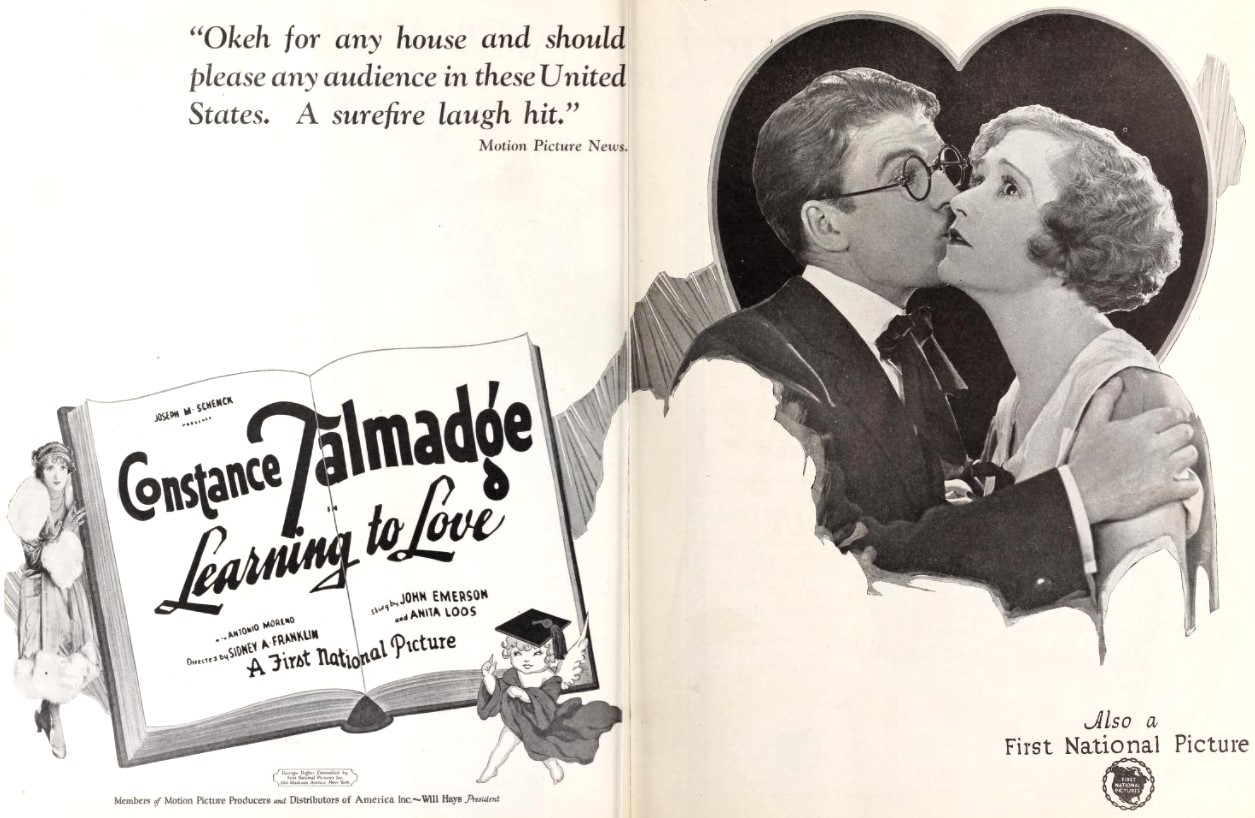
Annonce du film dans le magazine The Moving Picture World.

Learning to Love est un film américain réalisé par Sidney Franklin et sorti en 1925.

## Fiche technique
- Titre : Learning to Love
- Réalisation : Sidney Franklin
- Scénario : John Emerson, Anita Loos
- Photographie : Victor Milner
- Genre : Comédie[1]
- Distributeur : First National Pictures
- Durée : 70 minutes (6 ou 7 bobines)[2]
- Date de sortie : 25 janvier 1925

## Distribution

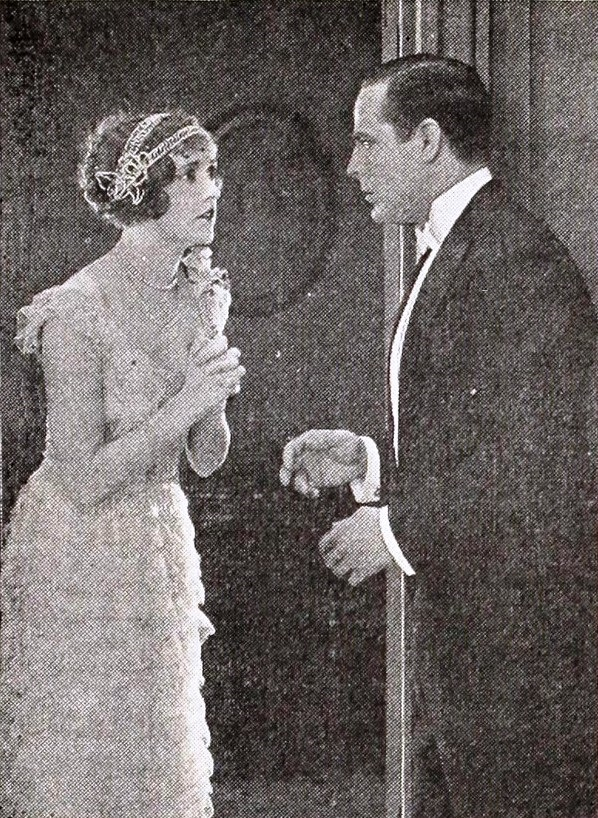
Constance Talmadge et Antonio Moreno dans une scène du film.

- Constance Talmadge : Patricia Stanhope
- Antonio Moreno : Scott Warner
- Emily Fitzroy : tante Virginia
- Edythe Chapman : tante Penelope
- John Harron : Billy Carmichael
- Ray Hallor : Thomas Morton
- Wallace MacDonald : Professeur Bonnard
- Alfred J. Goulding : John
- Byron Munson : Count Coo-Coo
- Edgar Norton : Butler
- Percy Williams : Butler

## Galerie

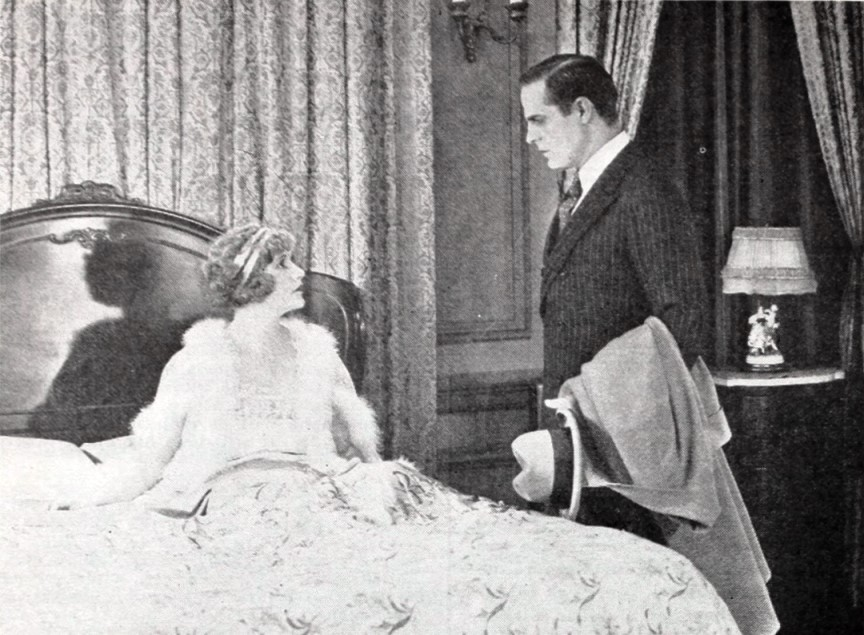
Constance Talmadge et Antonio Moreno dans une scène du film
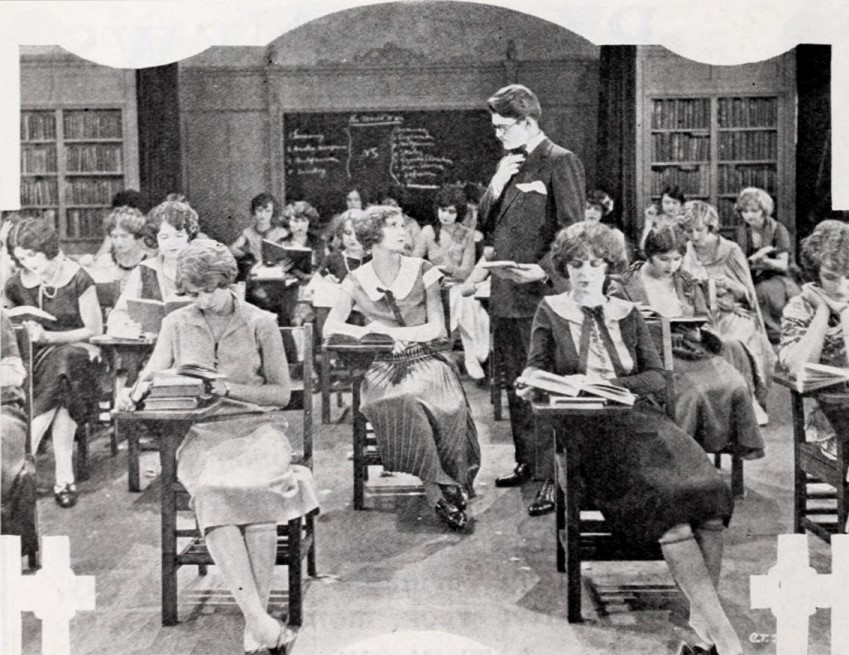
Autre scène du film avec Constance Talmadge et Wallace MacDonald